# Tiella di Gaeta
La tiella è una specialità gastronomica tipica della città di Gaeta consistente nell'interporre un ripieno di vario genere (solitamente di prodotti della terra o del mare) tra due sfoglie di impasto di farina simile a quello della pizza ma che richiede una lavorazione più accurata e possibilmente manuale. In altri termini, la tiella si potrebbe definire come una sorta di ripieno tra due strati circolari di pasta morbida: risulta umida nel ripieno ma non eccessivamente nello strato esterno.
La tiella di Gaeta è un prodotto tradizionale della regione Lazio con marchio "De.C.O.", Denominazione Comunale di Origine, attribuitole dal Comune di Gaeta nel 2005.

## Storia
La tiella nasce come piatto unico, gradito a contadini e pescatori per consentire loro di avere una pietanza che si conservasse per diversi giorni. Si racconta che già ai tempi dei Borboni alcuni di essi ne fossero estimatori; in seguito, la sua memoria si lega al consumo dei gaetani che partivano verso l'America per emigrare in cerca di fortuna.
Ai tempi nostri la tiella rappresenta una specialità apprezzata da tutti e ricercata da turisti e abitanti delle città limitrofe, una pietanza che molti cercano di riprodurre e di proporre nelle varie pizzerie, ristoranti e attività commerciali e di somministrazione alimentare, cercando di imitare la tradizione delle massaie.

## Caratteristiche
La tradizione vuole la tiella ripiena di polpi, calamari, spinaci, scarola/indivia, baccalà, zucchine, ricotta e uova, cipolle, carciofi, alici, sarde, cozze o altro, in base alle varianti.
Si dice che il segreto di una buona tiella sia l'olio prodotto con olive gaetane il quale, come si soleva dire in passato, deve scorrere fino ai gomiti.
La tiella, secondo tradizione, va posta in una teglia (tiella, da cui il nome) di rame stagnato (che distribuisce uniformemente il calore). Per la cottura, va messa in forno quando questo ha già raggiunto la temperatura di cottura (circa 180 °C). Per le tielle fatte di pesci che rilasciano più liquidi, è preferibile posizionare la teglia nella parte bassa del forno in modo da consentire una migliore cottura, favorendo una più efficace eliminazione dell'acqua.